# Colibrí àngel cuablau
El colibrí àngel cuablau (Heliangelus strophianus) és una espècie d'ocell de la família dels troquílids (Trochilidae) que habita boscos de les muntanyes del sud-oest de Colòmbia i l'extrem nord-oest de l'Equador.